# Об'єкти з каталогу Ейбелла
Деякі об'є́кти з катало́гу Ейбелла розміщено тут окремим переліком для зручності користування.

## Опис
Каталог Ейбелла нараховує майже 4000 скупчень галактик, з яких щонайменше 30 має червоний зсув z = 0.2 й більше. Цей каталог було започатковано Джорджем Ейбеллом у 1958 році, використовуючи скляні фотопластинки з огляду неба Паломарської обсерваторії. У 1987 р. Джордж Ейбелл, Гарольд Корвін та Рональд Оловін почали включати до цього каталогу також і об'єкти південної півсфери неба.

## Перелік
- Abell 13
- Abell 21 — туманність Медуза, що розташована в сузір'ї Близнюки, на межі з сузір'ям Малого Пса
- Abell 85
- Abell 133
- Abell 226
- Abell 262
- Abell 263
- Abell 370 — використовується для гравітаційного лінзування
- Abell 400
- Abell 401 -- у сузір'ї Овен
- Abell 426 — скупчення Персея
- Abell 514
- Abell 520
- Abell 553
- Abell 569
- Abell 576 — у сузір'ї Рись
- Abell 653 — у сузір'ї Гідра
- Abell 689 — у сузір'ї Рак
- Abell 754
- Abell 901
- Abell 955
- Abell 966
- Abell 1060 — скупчення Гідри
- Abell 1146 — у сузір'ї Чаша
- Abell 1367 — скупчення Лева
- Abell 1631
- Abell 1656 — скупчення Волосся Вероніки
- Abell 1689
- Abell 1795
- Abell 1835 — позаду цього кластеру розташована галактика Abell 1835 IR1916, яка була кандидатом на найвіддаленішу відому галактику видиму внаслідок дії гравітаційної лінзи (проте ці дані не було підтверджено)
- Abell 1914 — у сузір'ї Волопаса
- Abell 2029
- Abell 2052
- Abell 2065 — скупчення Північної Корони
- Abell 2142 — поєднання двох величезних скупчень галактик
- Abell 2147 — у сузір'ї Змія й також є членом надскупчення Геркулеса
- Abell 2151 — кластер Геркулес, мала компонента надскупчення Геркулеса
- Abell 2152 — мала компонента надскупчення Геркулеса, Lx ≤ 3 x 1044 ерг/сек[1]
- Abell 2199 — у сузір'ї Геркулес
- Abell 2200 — у сузір'ї Геркулес
- Abell 2218 — використовується для гравітаційного лінзування
- Abell 2256
- Abell 2319 — у сузір'ї Лебедя, знаходиться дуже близько до сузір'я Ліри й можливо охоплює його частину
- Abell 2384 — у сузір'ї Козерога
- Abell 2440
- Abell 2589 — у сузір'ї Пегас
- Abell 2666
- Abell 2667 — внаслідок дії гравітаційної лінзи видно найяскравішу на небі дугу від далекої галактики
- Abell 3128 — кластер Shapley 20
- Abell 3158 — кластер Shapley 17
- Abell 3266 — частина надскупчення Годинника—Сітки
- Abell 3341
- Abell 3363
- Abell 3526 — скупчення Центавра
- Abell 3558 — кластер Shapley 8
- Abell 3565 — частина надскупчення Гідри—Центавра
- Abell 3574 — частина надскупчення Гідри—Центавра
- Abell 3581 — частина надскупчення Гідри—Центавра
- Abell 3627 — скупчення Косинця
- Abell S636 — скупчення Насоса, частина надскупчення Гідри—Центавра
- Abell S740 — розташований на відстані 450 млн. св.р. у сузір'ї Центавра